# Hemiramphus

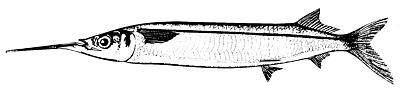
Detalle de H. brasiliensis.

Los mediopicos o pajaritos del género Hemiramphus son peces marinos de la familia hemiránfidos —el género tipo de esta—, distribuidos por las aguas superficiales de todos los océanos, asociados a arrecifes y estuarios de río.
El tamaño corporal máximo oscila entre los 30 y los 50 cm aproximadamente.

## Hábitat
Son peces pelágicos marinos que habitan cerca de la superficie, cercanos a la costa junto a arrecifes y cerca de la vegetación; donde se les suele encontrar formando cardumenes.
La mayoría de las especies son pescadas con cierta importancia comercial.

## Especies
Existen once especies válidas en este género:
- Hemiramphus archipelagicus (Collette y Parin, 1978) - agujeta saltona
- Hemiramphus balao (Lesueur, 1821) - agujeta balao, balao, escribano balao
- Hemiramphus bermudensis (Collette, 1962)
- Hemiramphus brasiliensis (Linnaeus, 1758) - balajú, agujeta brasileña, escribano de aletas rojas
- Hemiramphus convexus (Weber & de Beaufort, 1922)
- Hemiramphus depauperatus (Lay y Bennett, 1839) - Mediopico tropical
- Hemiramphus far (Forsskål, 1775) - agujeta manchada
- Hemiramphus lutkei (Valenciennes en Cuvier y Valenciennes, 1847)
- Hemiramphus marginatus (Forsskål, 1775) - Mediopico punta amarilla
- Hemiramphus robustus (Günther, 1866)
- Hemiramphus saltator (Gilbert y Starks, 1904) - pajarito saltador, chere o pez aguja